# Petaurista philippensis
Il petaurista indiano (Petaurista philippensis Elliot, 1839), noto in cinese come Shuangbei Dawushu, è uno scoiattolo volante originario del Sud-est asiatico.

## Tassonomia
Attualmente, gli studiosi riconoscono sette sottospecie di petaurista indiano:
- P. p. philippensis Elliot, 1839 (India peninsulare e Sri Lanka);
- P. p. annamensis Thomas, 1914 (Vietnam e Cina meridionale);
- P. p. cineraceus Blyth, 1847 (Myanmar occidentale e Assam);
- P. p. grandis Swinhoe, 1863 (Taiwan);
- P. p. lylei Bonhote, 1900 (Vietnam, Myanmar orientale, Thailandia e Laos);
- P. p. mergulus Thomas, 1922 (isole Mergui);
- P. p. yunanensis Anderson, 1875 (Yunnan, Sichuan, Shaanxi, Hainan e Assam settentrionale).

## Descrizione
Con una lunghezza testa-corpo di 41–61 cm e una coda di 55-69,1 cm, il petaurista indiano è la seconda specie più grande del genere Petaurista. La colorazione del dorso varia dal bordeaux scuro al nero, ma le estremità dei peli, di colore bianco, fanno spesso assumere alle regioni superiori una tinta grigiastra; sul ventre la pelliccia, relativamente rada, varia dal rossiccio al camoscio. La coda, molto lunga, è interamente nera, così come le orecchie, che però presentano la superficie frontale di un caratteristico colore rosso.

## Distribuzione e habitat
Questa specie, molto diffusa, vive nell'Asia meridionale, nelle regioni meridionali e centrali della Cina e in Indocina. Nell'Asia meridionale, occupa un areale discontinuo esteso sia all'India che allo Sri Lanka. In Cina, è presente sull'isola di Hainan e in Yunnan, Sichuan e Shaanxi. Vive anche sull'isola di Taiwan. Nel Sud-est asiatico, occupa quasi tutta l'Indocina, a eccezione della penisola malese. È specie propria delle foreste pluviali tropicali di montagna.

## Biologia
Ad Hainan il petaurista indiano vive solamente all'interno delle foreste, ove è considerato piuttosto abbondante. A Taiwan è più numeroso nelle foreste di latifoglie, piuttosto che in quelle di conifere, ed è più comune tra i 500 e i 2500 m di quota. Sempre sulla stessa isola, la dieta di questo animale comprende ben 30 specie di vegetali. Gran parte della dieta (circa il 74%) è costituita da foglie, sia giovani che mature. A Taiwan la riproduzione è stagionale, con picchi delle nascite in primavera e autunno. Circa la metà delle femmine dell'isola si riproduce in entrambe le stagioni. Generalmente nasce un unico piccolo, ma anche i parti gemellari non sono rari.

## Conservazione
Attualmente il petaurista indiano non corre alcun pericolo, sebbene in alcune aree la popolazione sia diminuita in seguito alla deforestazione e, in Asia meridionale e Cina, alla caccia, sia per scopo alimentare che per presunti poteri curativi di alcune parti del corpo. La IUCN lo classifica tra le specie a rischio minimo.